# Lac de Duddingston
Le lac de Duddingston est un lac d’Édimbourg, dernier loch naturel de la ville. Il est situé au sud de Holyrood Park, au sud-ouest de Duddingston. 

## Géographie
Duddingston Loch se trouve du côté sud de Holyrood Park, au sud d'Arthur's Seat. C'est le seul loch naturel restant à Édimbourg et le plus grand des trois lochs de Holyrood Park. Le loch a une superficie de 8 hectares et une profondeur maximale de 3 mètres.

## Histoire
Il y a environ trois mille ans, à l'âge du bronze, un trésor d'armes, telles que des épées et des lances, ainsi que d'autres artefacts ont été délibérément détruits avant d'être déposés dans les eaux du lac Duddingston. Ces artefacts sont restés au fond du loch jusqu'à ce qu'un dragueur les tire du lit en 1778. Le Duddingston Loch Hoard (en) est exposé dans la galerie Early People du National Museum of Scotland. 
La scène du tableau de Henry Raeburn, The Skating Minister, se déroule sur le lac Duddingston. Le loch était autrefois un lieu populaire pour les patineurs. Le Edinburgh Skating Club s'y réunissait mais le lac est maintenant rarement suffisamment gelé. 